# Diss track (música)
Una diss track, diss record o diss song (diss - abreviació de disrespect o disparage (falta de respecte o menyspreu en anglès)) és una cançó amb el propòsit principal d'atacar verbalment una altra persona, normalment un altre artista. Les Diss tracks sovint són el resultat d'una disputa existent i creixent entre les dues persones; per exemple, els artistes implicats poden ser antics membres d'un grup o artistes de segells rivals.
La diss track com a mitjà per si sol es va popularitzar en el gènere hip hop, alimentat pel fenomen de la rivalitat en el hip hop (especialment la rivalitat de hip hop de la costa est i la costa oest de mitjans dels anys noranta). Més recentment, gent de fora del panorama musical més tradicional han adoptat el gènere.
En la construcció dels seus arguments, els artistes sovint inclouen moltes referències a esdeveniments passats en les seves diss tracks. Els artistes que són el blanc d'una diss track sovint en fan una en resposta a la primera. És aquest estira i arronsa associat a algun conflicte el que fa que aquest tipus de cançons sigui especialment viral. El terme sneak diss es refereix a les lletres en què un artista descriu o es refereix a un individu d'una manera negativa o despectiva sense anomenar explícitament l'objectiu.

## Història

### Origen i primers exemples
Tot i que el terme "diss track" es va originar en el hip hop, hi ha molts exemples al llarg de la història de la música de cançons anteriors al gènere hip hop escrites com a atacs a individus específics. Algunes també s'han descrit a posteriori com a diss tracks com a tal.
Un exemple particular va ser l'àlbum de comèdia de 1963 I Am the Greatest del boxejador Cassius Clay, publicat sis mesos abans de guanyar la primera lluita pel campionat mundial de pes pesat contra Sonny Liston, l'anunci públic de convertir-se a l'Islam i canviar el seu nom pel de Muhammad Ali. L'àlbum va ajudar a establir la reputació d'Alí com un "trash talker" eloqüentment poètic, ja que hi ha diversos insults cap a Liston (com es demostra a la cinquena cançó de l'àlbum "Round 5: Will The Real Sonny Liston Please Fall Down") i cap a qualsevol futur contendent. Els comentaris d'Alí van ser tractats amb escèptica en aquell moment com una mera xuleria promocional fins que va arribar la lluita de Liston contra Clay, el 25 de febrer de 1964; quan Ali va guanyar inesperadament després que Liston abandonés a la sisena ronda. I Am the Greatest es considera un precursor de la música hip hop i ha ajudat a mantenir l'impacte d'Alí en l'estructura del gènere ben documentat.
El músic de reggae Lee "Scratch" Perry era conegut per escriure cançons que insultaven els seus antics col·laboradors musicals. Un exemple destacat va ser la cançó de 1967 "Run for Cover", dirigida al productor Coxsone Dodd. Un altre exemple va ser "People Funny Boy", una cançó de 1968 que va atacar a Joe Gibbs ; Gibbs respondria més tard el mateix any a la cançó "People Grudgeful".
John Lennon dels Beatles va escriure "Sexy Sadie", una cançó publicada a l'àlbum The Beatles, de 1968, com una cançó dirigida a Maharishi Mahesh Yogi, un gurú que Lennon sentia que havia sigut una decepció per ells. En la lletra original es va dirigir específicament a ell, però a petició de George Harrison la lletra es va tornar més vaga. Lennon va continuar escrivint diss tracks després de la ruptura dels Beatles; la seva cançó més contundent va ser " How Do You Sleep? ", del seu àlbum en solitari de 1971 Imagine. Lennon va tenir la impressió que la cançó "Too Many People" de Ram (1971) de Paul McCartney era un atac contra ell, cosa que McCartney va admetre més tard, i que altres cançons de l'àlbum, com "3 Legs", contenien atacs semblants. Com a resultat, Lennon va escriure "How do you sleep?" per burlar-se indirectament de la música de McCartney. Tot i que McCartney no s'esmenta mai a la cançó, les nombroses referències deixen clar que és l'objectiu, sobretot a la lletra (traduïda de l'anglès) "L'únic que has fet va ser ahir (yesterday) / I des que t'en vas anar ets només un altre dia (another day)", la primera línia és una referència a la cançó de 1965 dels Beatles " Yesterday " i la segona es refereix a la cançó de 1971 de McCartney "Another Day".
La primera cançó de l'àlbum de Queen, A Night at the Opera, "Death on Two Legs (Dedicated to...)", és un exemple d'una cançó de rock dur que ara es considera una diss track. La cançó ataca un antic mànager de la banda. Els Sex Pistols són un altre grup que va gravar diverses diss tracks, entre elles "New York ", dirigit a The New York Dolls, i " EMI ", dirigit al seu antic segell discogràfic EMI.
La cançó "Liar" de la banda de thrash metal Megadeth ha estat descrita com a diss track contra l'antic guitarrista de la banda Chris Poland, qui el líder Dave Mustaine va afirmar que robava guitarres i les venia per comprar heroïna.

### Confluència del gènere: rivalitats primerenques de hip-hop
A la dècada de 1980, les diss tracks van començar a tenir un lloc destacat en el gènere hip-hop. El primer conflicte de hip-hop conegut (o "beef" en anglès) van ser les Roxanne Wars. Les Roxanne Wars van començar l'any 1984 quan Roxanne Shanté i Marley Marl van publicar la cançó "Roxanne's Revenge", un tema discogràfic dirigit al trio UTFO. "Roxanne's Revenge" va ser un èxit instantani, el que va portar a UTFO a compondre una resposta: van unir forces amb Elease Jack i Adelaida Martínez, que va adoptar el nom artístic "The Real Roxanne", per publicar una cançó amb el mateix nom el 1985. Roxanne Shanté va respondre poc després, i la baralla es va expandir ràpidament a partir d'aquí, amb nombrosos altres rapers escrivint cançons que van ajudar a expandir el mite de Roxanne.
Una altra trifulca destacada del hip-hop de la dècada de 1980 va ser The Bridge Wars, una disputa sobre el lloc de naixement del hip-hop. Marley Marl i MC Shan van publicar la cançó "The Bridge" el 1985, en la qual es considerava que afirmaven que el gènere es va originar a Queensbridge . KRS-One i Boogie Down Productions van respondre amb "South Bronx" el 1986, i la baralla va continuar augmentant, culminant amb "The Bridge Is Over" de Boogie Down Productions el 1987.
També van existir rivalitats a menor escala durant aquest període: Craig Werner descriu "interminables duels d'ego entre LL Cool J i Kool Moe Dee" durant la dècada de 1980.

### Era Costa Est vs Costa Oest
La rivalitat de hip-hop entre la costa est i la costa oest va portar a un augment de la popularitat de les diss tracks de hip-hop. Aquesta baralla va començar amb la cançó de 1991 del raper del Bronx Tim Dog " Fuck Compton ", que va expressar la seva ira per la preferència de les companyies discogràfiques pels artistes de la costa oest sobre la costa est. Aquesta cançó va provocar moltes respostes, inclòs el senzill de Dr. Dre "Fuck Wit Dre Day (And Everybody's Celebratin')" l'any següent. "Fuck Wit Dre Day" també conté versos dirigits a Eazy-E, antic company de Dr. Dre al grup NWA. Un altre diss track provocat per la ruptura de la NWA va ser el senzill de 1991 d'Ice Cube "No Vaseline".
Els rapers d'altres regions també es van involucrar en la disputa de la costa est i la costa oest ocasionalment; per exemple, el raper de Chicago Common va intercanviar diss tracks amb Ice Cube després que es considerés que Common havia insultat la costa oest a la seva cançó "I Used to Love HER"
La rivalitat entre la costa est i la costa oest va quedar exemplificada pel conflicte entre 2Pac i The Notorious BIG, que va començar després que la cançó de Biggie "Who Shot Ya?" fos interpretada per 2Pac com una burla del tiroteig i robatori que va patir el 1994. Tot i que tant BIG com Puff Daddy van negar la seva implicació en els fets i van afirmar que "Who Shot Ya?" s'havia gravat abans del robatori, 2Pac igualment la va replicar en diversos temes, el més famós "Hit 'Em Up" el 1996.
Una altra disputa important d'aquesta època va ser la que va enfrontar Jay-Z i Nas a finals de la dècada de 1990 i principis dels 2000. Jay-Z va atacar Nas (així com Prodigy of Mobb Deep) a la cançó del 2001 "Takeover", i Nas va replicar més tard aquell any amb "Ether". Ether en particular ha arribat a ser vist com un clàssic dels diss track, fent que "ether" sorgís com un terme d'argot que significa derrotar sense pietat algú en una batalla de rap.

### Rivalitats de hip-hop contemporani
A la dècada de 2010, les rivalitats entre els músics de hip-hop han donat lloc a nombrosos diss tracks.
Després d'anys de disputa i referències subtils, el raper Pusha T va desafiar a Lil Wayne, així com als segells discogràfics Cash Money i Young Money de Wayne, en una cançó del 2012 titulada "Exodus 23:1". Lil Wayne va respondre amb una cançó pròpia, "Ghoulish". Drake, que en aquell moment va signar amb Young Money, va entrar posteriorment a la disputa amb "Tuscan Leather", una cançó del seu àlbum de 2013 Nothing Was the Same . Pusha T i Drake van gravar després diversos temes discogràfics més els uns contra els altres. El 2016, Pusha T va llançar el freestyle "HGTV" i Drake va respondre amb "Two Birds, One Stone". A continuació, Pusha T va continuar la pugna amb "Infrared", el tema de tancament del seu àlbum DAYTONA del 2018. Aquesta cançó va provocar la resposta "Duppy Freestyle" de Drake, a la qual Pusha T va respondre amb "The Story of Adidon". La portada de "The Story of Adidon" representava un jove Drake amb la cara pintada de negre i la cançó contenia lletres que revelaven que Drake tenia un fill. Gràcies al gran èxit comercial i popularitat de Drake, la disputa i els diss tracks que en van sorgir van rebre una cobertura important dels mitjans de hip hop i de fora del gènere.
El 2015, Drake també es va involucrar en una disputa contra el raper Meek Mill, que va al·legar que Drake havia contractat escriptors per a que li composessin la seva música. El segon tema de Drake en resposta a les acusacions va ser "Back to Back", que es va convertir en un èxit de crítica i vendes.
El 2017, el raper Remy Ma va publicar una cançó dirigida a Nicki Minaj anomenada "Shether", una referència a "Ether" de Nas, fent servir el mateix ritme.
El 2018, el raper Eminem, qui ha estat involucrat en moltes pugnes amb altres rapers, va publicar "Killshot" en resposta al diss de Machine Gun Kelly "Rap Devil".

### Renaixement en línia
A finals de la dècada de 2010, personalitats de fora de la indústria de la música, especialment els YouTubers, van començar a publicar diss tracks. Aquestes cançons van tenir cert èxit a YouTube, sovint van generar desenes o centenars de milions de visualitzacions, van provocar mems d'Internet i van generar ingressos milionaris per als seus creadors. Entre els youtubers americans destacables que han publicat diss tracks hi ha Logan Paul, Jake Paul, RiceGum, KSI, PewDiePie i IDubbbzTV. El 2018, el YouTuber Jake Paul va obtenir el certificat de platí per la seva cançó " It's Everyday Bro ", i els YouTubers RiceGum i Alissa Violet van obtenir el mateix certificats per " It's Every Night Sis ", la diss track que van fer en resposta.
El gener de 2016, el raper BoB i l'astrofísic Neil DeGrasse Tyson van tenir una discussió pública a Twitter després que BoB afirmés que la Terra era plana . L'argument va culminar amb BoB llançant una cançó contra Tyson, titulada "Flatline"; Posteriorment, Tyson va contractar el seu nebot, Stephen Tyson, per escriure i gravar una cançó refutant-la titulada "Flat to Fact".
El 2022, el raper Pusha T i la cadena de restaurants Arby's van col·laborar per promocionar el nou Spicy Fish Sandwich d'Arby publicant una cançó dirigida a l'hamburguesa del McDonald's Filet-O-Fish. Pusha i Arby's van publicar una segona cançó el mateix any, aquest cop criticant el McRib.